# Yasmin Shariff
Yasmin Shariff (Uganda, 1956) és una arquitecta britànica, ecologista i professora universitària, coneguda per la seva defensa de la igualtat de gènere en l'àmbit laboral de l'arquitectura.

## Biografia
Yasmin Sharif va néixer a Uganda quan era  un protectorat britànic. La seva infància la va passar entre Hampshire i Nairobi, fins que en 1977 va establir la seva residència definitivament a Hertfordshire.
Va estudiar i es va diplomar en Arquitectura a la coneguda com "The Barlett" (Facultat del Medi Ambient Construït) del University College de Londres i amb anterioritat (1981) havia realitzat un màster en Arqueologia per l'Escola d'Estudis Orientals i Africans de Londres.
L'any 1983 es va casar amb l'arquitecte Dennis Sharp, amb qui va tenir un fill (Deen). La famila es va traslladar a Epping, a Essex.

## Vida professional
A més de treballar com a arquitecta en prestigioses firmes com  Populous, Pringle Brandon (Perkins and Will) o Jestico & Whiles; ha estat professora universitària durant més d'una dècada en la Universitat de Westminster.
Actualment és directiva a la firma d'arquitectura Dennis Sharp Architects, signatura en la qual entrà el 1992 com a sòcia; i a més desempevolupa el càrrec de Secretària Honorària de la Càtedra de AA i AA XX 100., així com realitzar assessorament d'educació en Eric Parry Architects. Des de la seva entrada a la signatura i al costat de Dennis Sharp ha participat en projectes com: Aspenden Lodge (2007-09); la renovació de la icònica fàbrica Renault de Norman Foster (2006-08); el Centre Comunitari de Luton (2005), l'Eco-Home, Bayford (2005-09); el Strawdance Dance Studio and Community Environmental Project (1999) i el Pont Trinity (1994-1995), projecte en el qual va treballar amb l'arquitecte Santiago Calatrava.
Està inscrita en el Architects 'Registration Council of the United Kingdom, anomenat ara Architects Registration Board, amb la referència 053101D; també és membre del Reial Institut d'Arquitectes Britànics (RIBA), a més, des 1998 també ho és de la Royal Society of Arts.
Ha treballat tant en sector públic com privat, destacant en el primer la seva tasca com a director, no executiu, de la "East of England Development Agency" (2001-2006) o com a membre de la "Sustainable Development Commission" del Regne Unit, en la Government 's Sustainable Round Table (1999-2001) entre d'altres.
Al llarg de la seva carrera ha publicat molts articles en revistes especialitzades d'arquitectura, així com ha participat com a ponent en diverses conferències i seminaris tant en universitats com en associacions culturals i professionals d'Itàlia, Alemanya, Regne Unit, Canadà, Mèxic, Kuwait, Índia i Jordània. També ha intervingut en programes de televisió i de ràdio.

## Premis
Podem destacar els següents premis:
- el 2001 el Malcom Dean Award for Conservation.[1][7]
- el 2003 el RIBA East of England Spirit of Ingenuity Award.[1][7]
- el 2010 el RIBA East Housing Award pels projectes d'Aspenden Lodge i Bayford Eco-House.[1][7]